# Philip H. Hayes

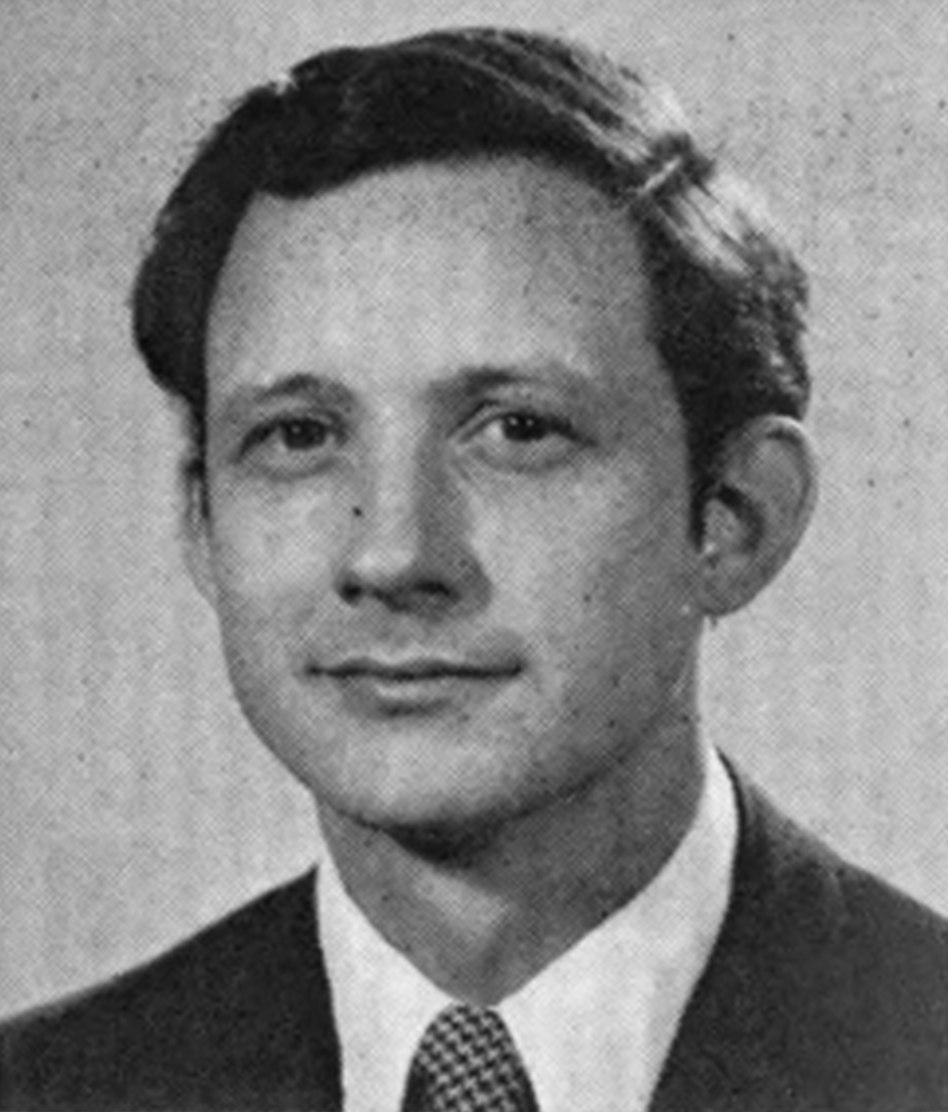
Philip H. Hayes

Philip Harold Hayes (* 1. September 1940 in Battle Creek, Michigan; † 20. Dezember 2023 in Evansville, Indiana) war ein US-amerikanischer Politiker. Zwischen 1975 und 1977 vertrat er den Bundesstaat Indiana im US-Repräsentantenhaus.

## Werdegang
Philip Hayes besuchte die Rensselaer Elementary School und danach bis 1958 die Rensselaer High School in Indiana. Danach studierte er bis 1967 an der Indiana University unter anderem Jura. Nach seiner Zulassung als Rechtsanwalt begann er in diesem Beruf zu arbeiten. In den Jahren 1967 und 1968 war er stellvertretender Bezirksstaatsanwalt im Vanderburgh County.
Politisch schloss sich Hayes der Demokratischen Partei an. Zwischen 1971 und 1974 gehörte er dem Senat von Indiana an. Bei den Kongresswahlen des Jahres 1974 wurde er im achten Wahlbezirk von Indiana in das US-Repräsentantenhaus in Washington, D.C. gewählt, wo er am 3. Januar 1975 die Nachfolge des Republikaners Roger H. Zion antrat. Dieser Wahlerfolg war auch von der Watergate-Affäre beeinflusst, die Zions Partei schwer schadete. Da er im Jahr 1976 auf eine erneute Kandidatur verzichtete, konnte Hayes bis zum 3. Januar 1977 nur eine Legislaturperiode im Kongress absolvieren.
Im Jahr 1976 bewarb sich Hayes erfolglos um die Nominierung seiner Partei für die Wahlen zum US-Senat. Sein letztes öffentliches Amt bekleidete er in den Jahren 2001 und 2002 als Staatsanwalt im Vanderburgh County. Er wohnte in Evansville.
Er starb im Dezember 2023 im Alter von 83 Jahren.